# Волері
Вóлері (латис. Voleri) — мікрорайон у складі Курземського району Риги, до якого входять такі частини міста, як Кремері та Леяс-Подраґс. Мікрорайон Волері розташований на лівому березі Даугави між Даугавою та Даугавгрівським шосе. Межами мікрорайону є Даугава, канал Хапака-ґравіс, Даугавгрівське шосе, лінія від вулиці Волеру та Даугавгрівського перехрестя до власне Даугави. Він межує по суші з такими мікрорайонами, як Болдерая та Спілве, а по Даугаві — з Кундзиньсалою та Вецмілгравісом.
Загальна площа мікрорайону Волері складає 5,315 км², що приблизно відповідає середній величині мікрорайонів Риги. Довжина меж мікрорайону за периметром складає 12 175 м, проте природна сухопутна межа мікрорайону Волері значно довша, адже її утворюють затоки та сполучені із Даугавою водойми.

## Історія
Попри свою близькість до центру Риги, територія нинішнього мікрорайону Волері у 1561–1795 рр. належала герцогству Курляндії і Семигалії. Тут знвходилася низка миз, на честь однієї з яких, — мизи Волеру, що отримала свою назву від імені Генінга Волера, який мав невелику садибу на цій території, і був названий мікрорайон; також тут були корчми та луги і до ХІХ століття він лишався здебільшого сільськогосоподарською місцевістю. У 1736 році мизу Волеру придбав підприємець Йоганн Штейнгауер, який запустив лісопилку, що працювала від енергії води. До складу Риги район увійшов у 1824 році.
У 1930-х рр. тут почала з'являтися житлова забудова — низка одно- та двоперхових будинків уздовж спорудженої після проголошення незалежності Латвії дамби на березі Даугави, яка була найбільшою спорудою району. Тутешні жителі займалися рибальством, працювали на лісопилці або інших деревозаготівельних підприємствах, сплавляли дрова та вантажили ліс на кораблі та інші великі судна. Тут також були господарства, що спеціалізувалися на вирощуванні та квашенні капусти; велику частину території займали капустяні городи. Хоча територія Волері була малозаселена, станом на 1938 рік тут нараховувалося 789 мешканців.
У наш час у мікрорайоні також переважає малоповерхова житлова забудова, прилеглі до якої території використовуються для потреб порту. У 1960-х рр. тут знаходилися дві промислові ділянки Ризького морського порту, які працюють і досі.
На північ від Волері знаходиться район Кремері, утворений на територіях колишньої мизи Кремера (Кремерсгоф). Кремері включають до себе також район Леяс-Подраґс, де раніше знаходилися мизи Бухольца, Кронманя та Дрейлиня, а також обширні луги. Наприкінці ХІХ століття Крамерсгоф та Леяс-Подраґс перебували під контолем Болдерайського округу, а їх мешканці, подібно до мешканців Волері, здебільшого займалися риболовлею та працювали в порту, а також заснували численні невеликі господарства. Також по інший бік дамби знаходилися мизи Бекерсгоф та Гапаксгоф.

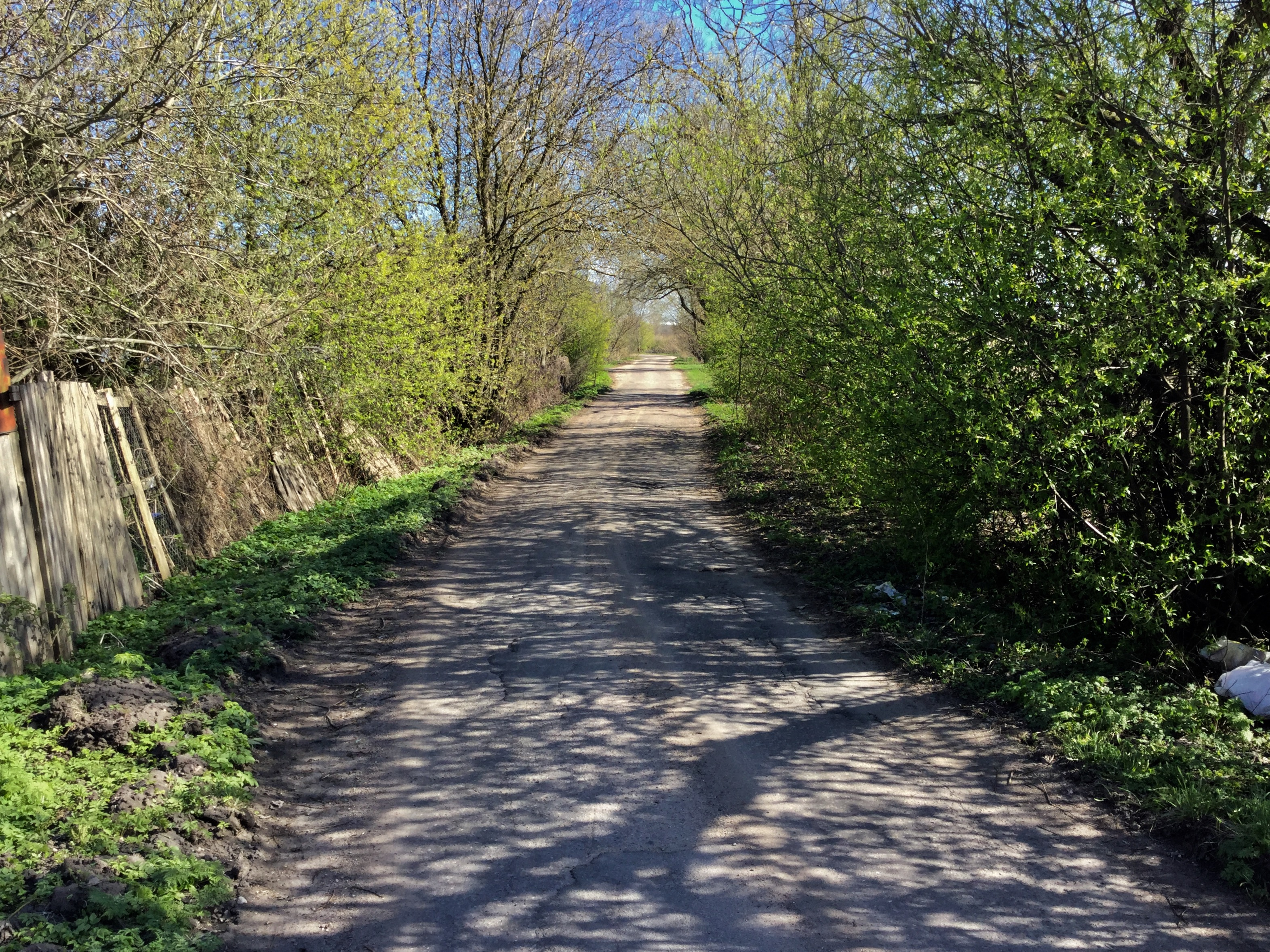
Вулиця Кремеру

На території між Кремері та Волері у 1992 році був утворений заказник державного значення «Кремері» для збереження та захисту важливого місця гніздування птахів у Ризі. Північна частина заказника межує із територією Ризького порту у Волері, на півдні її оточує малоповерхова забудова та городи. Сучасна територія заказника утворилася у 1976–1986 рр., коли на лугах, на яких ще нещодавно місцеві мешканці випасали корів, з'явилися дюни та пісок, які і далі поширюються по всій території заказника.
Для утворення затоки, де б могли розвантажуватися судна, після Другої світової війни територію Кремері було ліквідовано. Біля штучно утвореної затоки утворилася промислова зона із територіями Ризького порту та іншими меншими промисловими підприємствами. Територію Волері та Кремері від мизи Бекерсгоф відділяє канал Бекера-гравіс, що тече паралельно Даугаві. Канал поступово заростає, а його верхній кінець вже засипано.
Біля витоку каналу Хапака-ґравіс у Даугаву знаходиться острів Крієву, утворений у першій половині XVIII століття, хоча у період до середини ХІХ століття він був видозмінений та частково змитий. Наразі острів дуже болотистий та незаселений. Частина острову Крієву уздовж Бекера-ґравіса до початку ХХ століття була відділена від нього та отримала назву острів Комерсанта. Наразі острів Крієву є однією із п'яти територій Риги, які є абсолютно не заселеними.
Наразі відбувається швидкий розвиток інфраструктури острову Крієву як території порту: термінал острова Крієву є спеціально спорудженим та оснащеним відповідною технікою місцем обробко лісоматеріалів. Ще у ХІХ столітті під час планування розвитку Ризького порту, острів Крієву був визначений як перспективне місце для спорудження вугільного терміналу. Зараз на острів планується перенести подальшу портову діяльність із портів Андрейоста та Експортного порту, щоб звільнити центр міста від обслуговування вантажів, хоча цей процес викликає суперечки через зміни природних особливості острова, який утворює лагуну біля води, що є болотистою та періодично затоплюється.
Мікрорайон Волері здебільшого розвивається як портовий район, він малозаселений та не має суттєвої культурно-історичної спадщини, а з низки будівель миз на його території збереглася лише одна. Найбільше значення для мікрорайону має заказник «Кремері» та ще непошкоджена природа острова Крієву із великою колонією чайок.

## Галерея

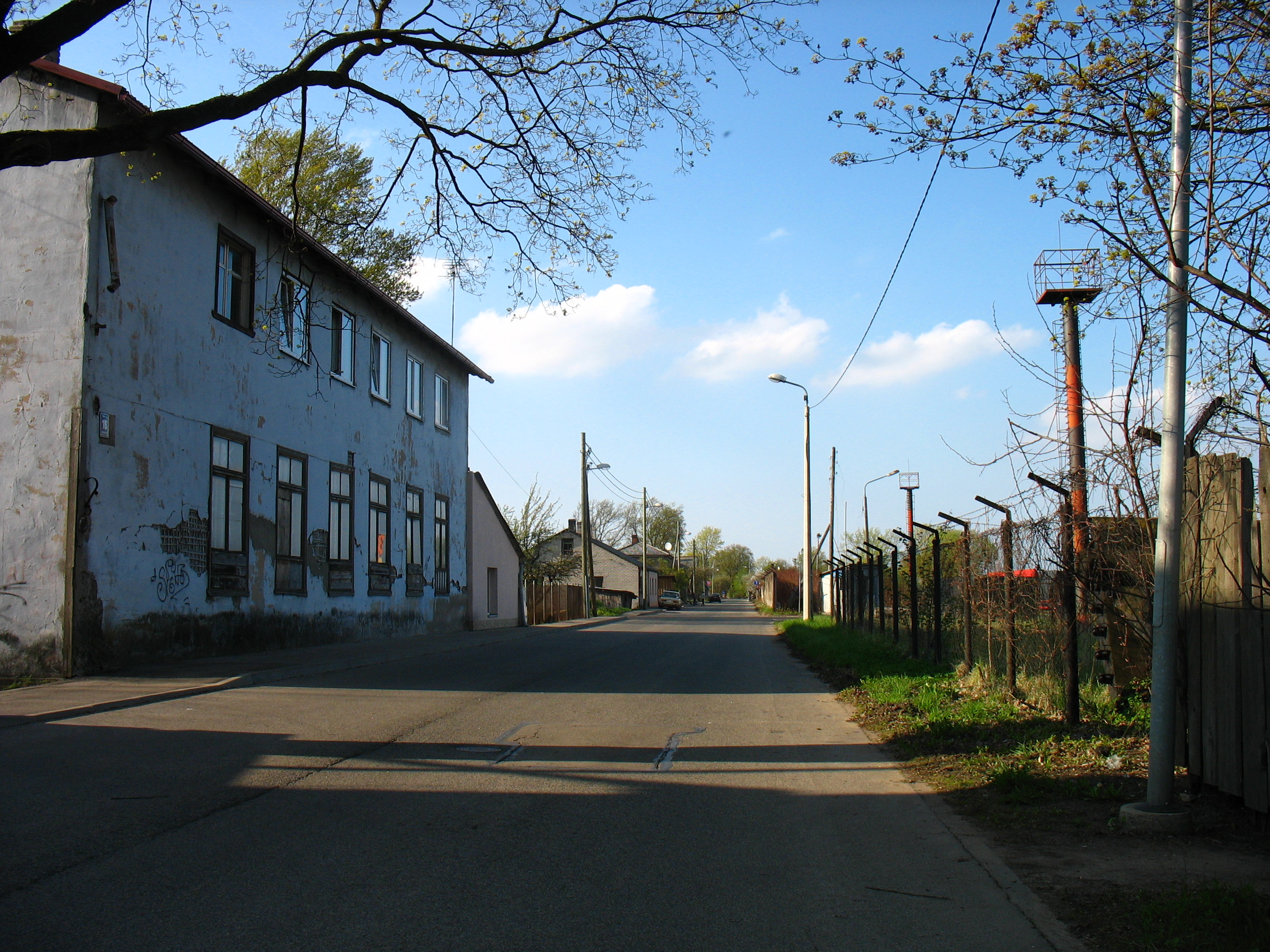
Вулиця у мікрорайоні Волері
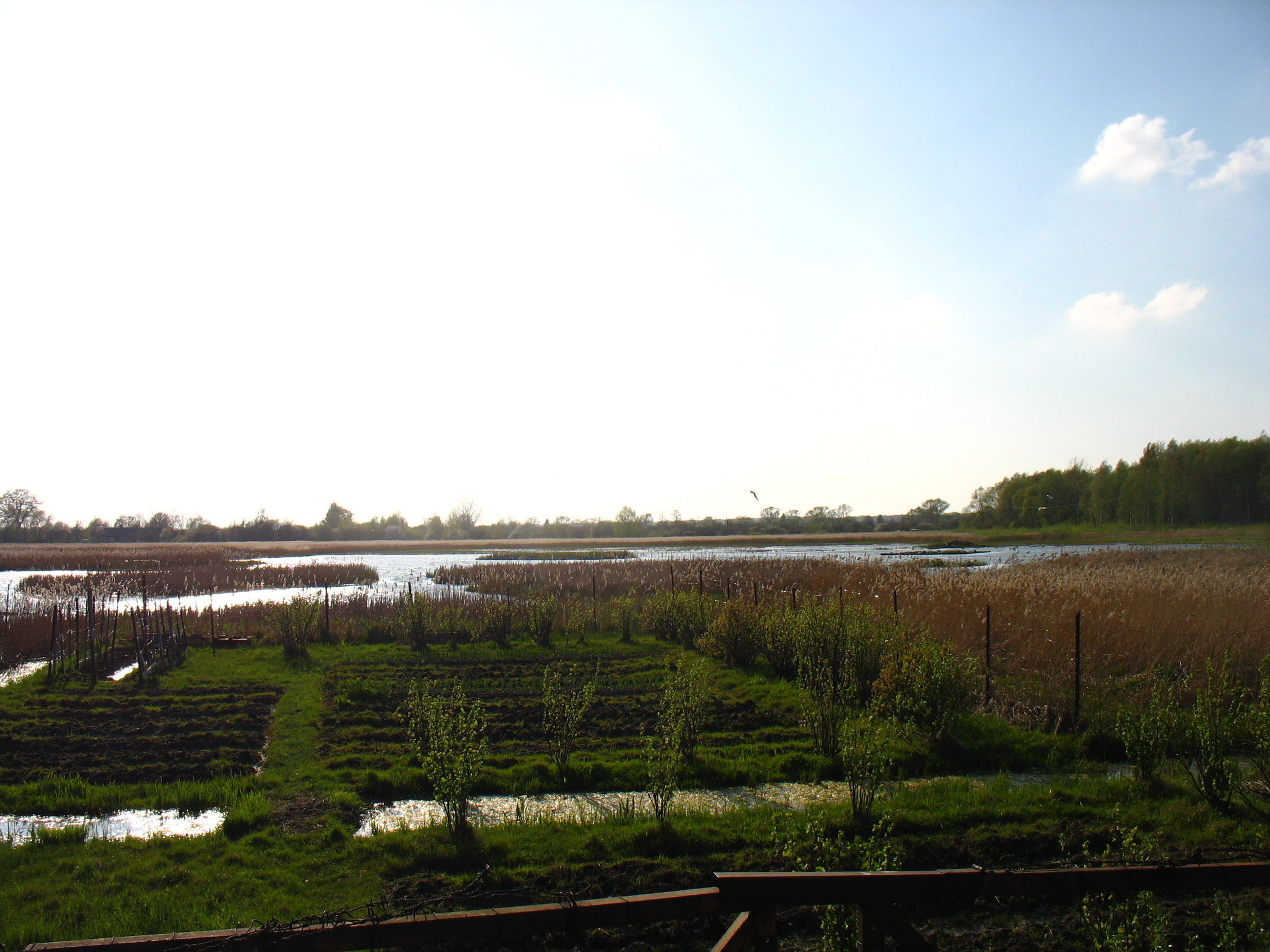
Заливні луги
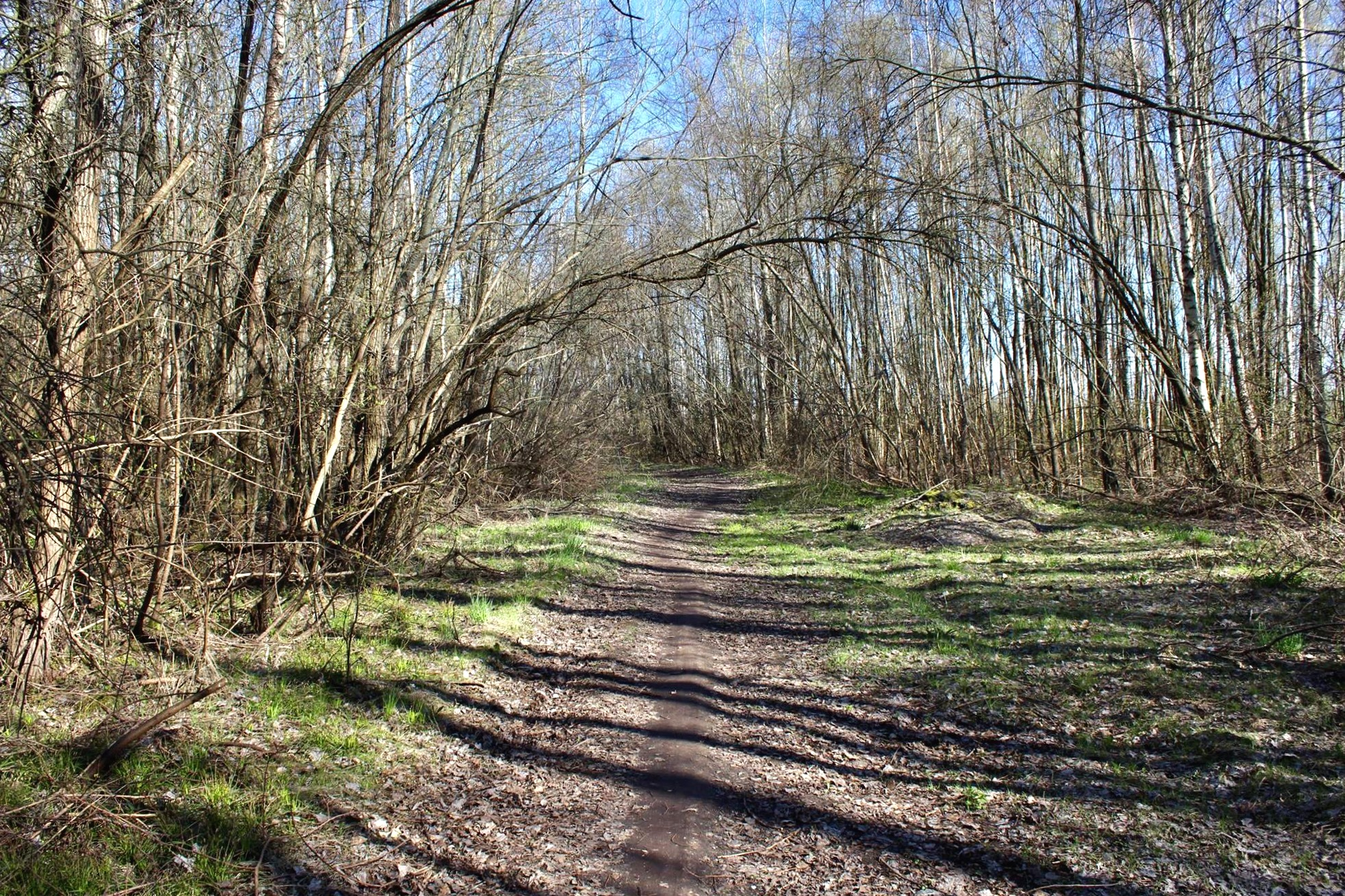
Доріжка у Кремері